# Barningham Green
Barningham Green – wieś w Anglii, w hrabstwie Norfolk. Leży 27 km na północny zachód od Norwich i 173 km na północny wschód od Londynu.